# Municipio de Taylor (condado de Tripp)
El municipio de Taylor (en inglés: Taylor Township) es un municipio ubicado en el condado de Tripp en el estado estadounidense de Dakota del Sur. En el año 2010 tenía una población de 14 habitantes y una densidad poblacional de 0,2 personas por km².

## Geografía
El municipio de Taylor se encuentra ubicado en las coordenadas 43°18′29″N 100°10′28″O / 43.30806, -100.17444. Según la Oficina del Censo de los Estados Unidos, el municipio tiene una superficie total de 68.32 km², de la cual 68,12 km² corresponden a tierra firme y (0,3 %) 0,2 km² es agua.

## Demografía
Según el censo de 2010, había 14 personas residiendo en el municipio de Taylor. La densidad de población era de 0,2 hab./km². De los 14 habitantes, el municipio de Taylor estaba compuesto por el 92,86 % blancos, el 7,14 % eran amerindios. Del total de la población el 0 % eran hispanos o latinos de cualquier raza.